# Makoto Fukoin
Makoto Fukoin (普光院 誠 Fukoin Makoto?), född 20 maj 1993 i Fukuoka prefektur, är en japansk fotbollsspelare.
Fukoin började sin karriär 2016 i SC Sagamihara. Han spelade 52 ligamatcher för klubben. 2018 flyttade han till Azul Claro Numazu.